# Corda média aerodinâmica
A corda média aerodinâmica, em aerodinâmica, é a linha que une o bordo de ataque ao bordo de fuga de um aerofólio (como a asa de uma aeronave). É definida como sendo o comprimento de uma corda (o conceito geométrico) que se multiplicado pela área da asa, pela pressão dinâmica e pelo coeficiente de momento em torno do centro aerodinâmico desta mesma asa, tem como resultado o valor do momento aerodinâmico em torno do centro aerodinâmico de uma aeronave, como um avião.
O valor da corda média aerodinâmica ({\displaystyle c_{m}})e sua localização ({\displaystyle y_{m}}) ao longo da envergadura da asa podem ser determinados a partir da solução das seguintes equações:
{\displaystyle c_{m}={\frac {2}{3}}c_{r}({\frac {1+\lambda +\lambda ^{2}}{1+\lambda }})}
{\displaystyle y_{m}={\frac {b}{6}}[{\frac {1+(2\times \lambda )}{1+\lambda }}]}
Onde b representa a envergadura da asa e {\displaystyle \lambda } a relação de afilamento.